# Centrale hydroélectrique d'Aura
La centrale hydroélectrique d'Aura est une centrale hydroélectrique située à Sunndalsøra, dans la commune de Sunndal dans le comté de Møre og Romsdal en Norvège.
L'aménagement hydroélectrique est composé de deux centrales, Aura et Osbu. La principale source des deux centrales est le lac Aursjøen, partiellement situé dans la Kommune de Lesja, dont le niveau fluctue entre 856 et 828 mètres au-dessus du niveau de la mer.
La centrale d'Aura est alimentée par une conduite forcée longue de 16 km qui relie le réservoir à Holbuvatnet. La centrale est équipée de sept turbines Pelton qui ont une puissance installée de 290 MW. La production annuelle moyenne de l'installation mise en service en 1953, s'élève à 1 776 GWh. Une deuxième centrale, la centrale d'Osbu, a été mise en service en 1958. Elle ajoute 20 MW de puissance et produit annuellement 80 GWh.
L'aménagement hydroélectrique est la propriété de la société nationale Statkraft. La majeure partie de la production est livrée à l'aluminerie de Norsk Hydro à Sunndalsøra.